# Самара (станция)
Самара — крупная узловая железнодорожная станция Самарского региона Куйбышевской железной дороги, расположенная в городе Самара.

## История станции

### Вокзал станции

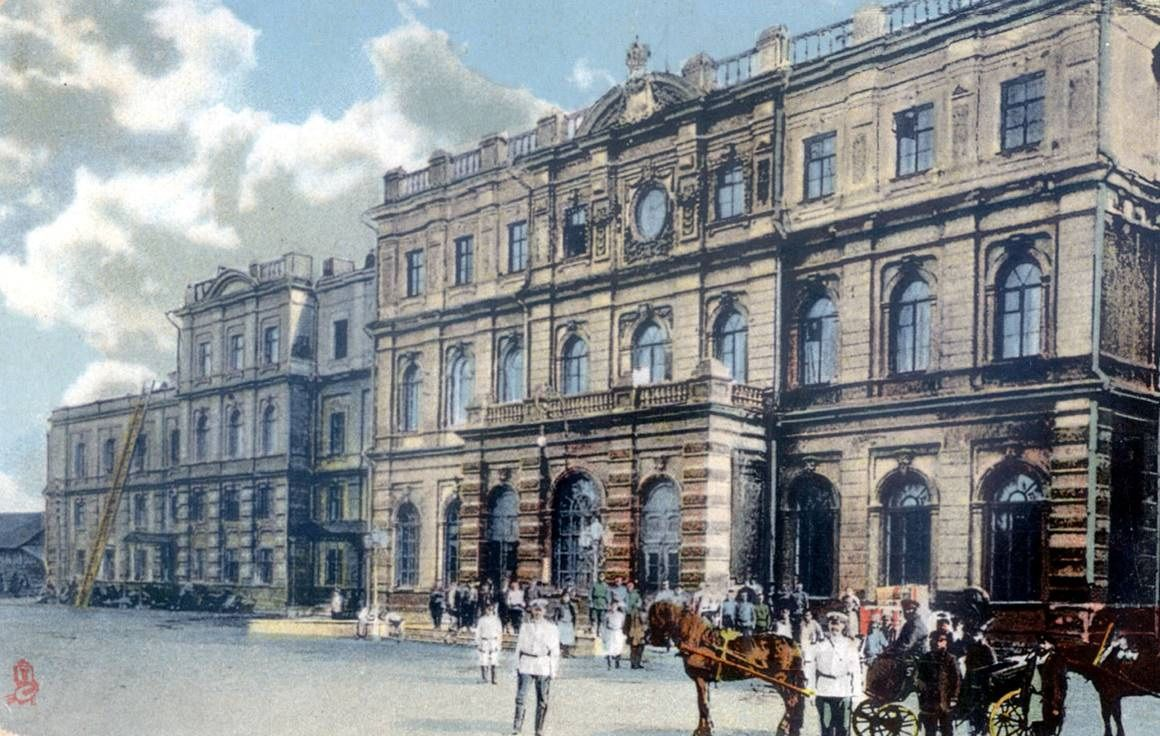
Железнодорожный вокзал станции Самара на рубеже XIX—XX веков

Первый железнодорожный вокзал в Самаре был построен в 1876 году по проекту Николая де Рошефора и эксплуатировался в течение 120 лет. Общая площадь старого вокзала составляла 3380 м², вместимость — 980 человек, среднесуточная пропускная способность — 1700 человек в сутки, а полезная площадь на 1 пассажира — чуть более 1 м². Прежний вокзал был полностью снесён при строительстве нового вокзального комплекса.
Летом 1996 года, в канун Дня железнодорожника, был заложен первый кирпич в фундамент нового вокзального комплекса. Строительные работы велись без прекращения движения пассажирских и пригородных поездов через станцию Самара по разработанной временной технологии.
25 мая 1999 года состоялось открытие 1-го пускового комплекса вокзала — распределительного зала, где разместился зал ожидания, оборудованный лифтами, электронными информационными стендами и вывесками, громкоговорящей системой оповещения и телефонами, а также оснащённый 155 видеокамерами безопасности.
В декабре 1999 года был введён в эксплуатацию пешеходный тоннель протяжённостью свыше 240 м, связавший привокзальную площадь с посадочными платформами вокзала.
2-й пусковой комплекс, в котором разместилась гостиница, был введён в эксплуатацию 3 июня 2000 года.
Строительство первой очереди вокзала завершилось 24 декабря 2001 года открытием 3-го пускового комплекса — высотной части здания вокзала. В здании разместились вестибюль сервис-центра, залы ожидания пассажиров, культурный центр с видеозалом, помещения административно-хозяйственной и технической служб вокзала.

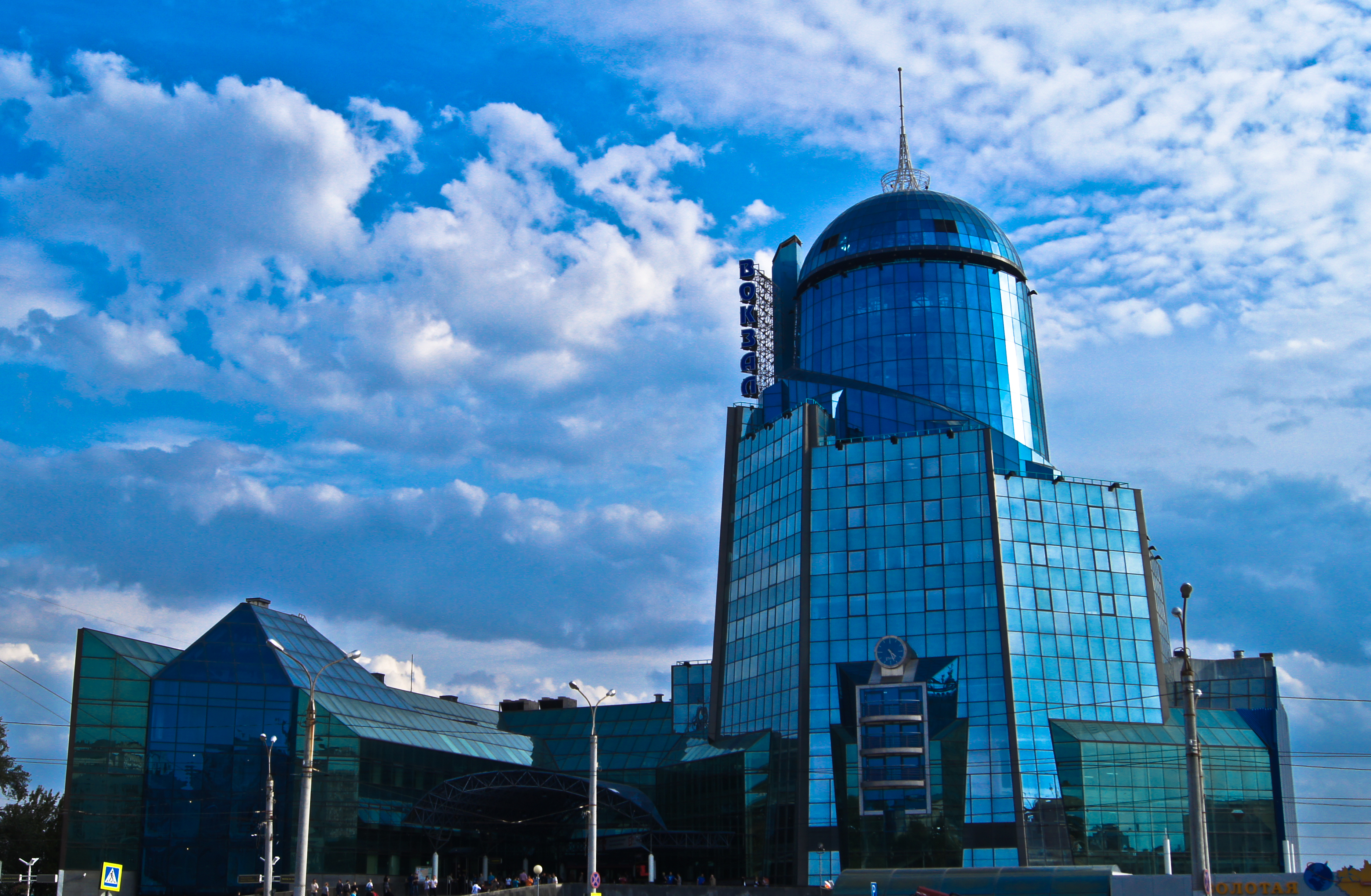
Вокзал в 2014 году

Общая площадь вокзального комплекса со смотровыми площадками составляет более 32 тыс. м², из них площадь внутренних помещений — 25 тыс. м². Полезная площадь на одного пассажира дальнего следования — 5,6 м². Пропускная способность вокзала — 11,8 тыс. человек в сутки, единовременно вокзал может вместить более 2600 человек. Ежесуточно вокзал принимает более 16 тыс. пассажиров.

Доска при входе в вокзал

На вокзале имеется 2 зала ожидания: «Эконом» — на 4-м этаже, где также имеется касса по продаже билетов на все направления, международная касса; и «Комфорт» — на 6-м этаже с видом на зимний сад с фонтаном.
Балкон вокруг купола вокзального комплекса служит смотровой площадкой. Она находится на высоте 95 метров. По замыслу архитекторов, с площадки должен был открываться вид на реки Волга и Самара, исторический центр города и район Безымянка. Фактически, из-за бурного строительства высотных зданий вокруг, вид со смотровой площадки остался только на железнодорожные пути, реку Самару и привокзальную площадь.
Общая высота вокзала вместе с куполом и шпилем достигает 101 метр.
На 2 этаже здания вокзала имеется исторический музей Куйбышевской магистрали. В 2016 году внутри вокзального комплекса был открыт храм Смоленской иконы Божьей Матери.

#### Перспективы
Строительство второй очереди вокзального комплекса, планировавшееся начать в конце 2016 года к чемпионату мира по футболу, так и не началось. Рассматриваются различные варианты: билетные кассы, гостиница, бизнес-центр, офисный центр, культурно-развлекательный комплекс или многоэтажная стоянка для автомобилей.
Планируется совмещение станции метрополитена с современным вокзальным комплексом. Вероятнее всего, выход станции  «Вокзальная»  второй линии Самарского метрополитена будет находиться в здании вокзала, аналогично станции Комсомольская в Москве.

## Движение пассажирских поездов
Поезда дальнего следования следуют через станцию со сменой локомотива.
Пригородные поезда на Сызрань I, Безенчук (сызранское направление), Жигулёвское море, Курумоч (тольяттинское направление), Новоотрадную, Похвистнево, Бузулук (кинельское направление), транзитные пригородные Мирная — Безенчук — Сызрань.
По графику 2020 года через станцию курсируют следующие поезда дальнего следования:
Круглогодичное движение поездов
| № поезда                | Маршрут движения                  | № поезда                | Маршрут движения                  |
| ----------------------- | --------------------------------- | ----------------------- | --------------------------------- |
| 5                       | Ташкент — Москва                  | 6                       | Москва — Ташкент                  |
| 9 «Жигули»              | Самара — Москва                   | 10 «Жигули»             | Москва — Самара                   |
| 11                      | Владивосток — Самара              | 12                      | Самара — Владивосток              |
| 13 «Южный Урал»         | Челябинск — Москва                | 14 «Южный Урал»         | Москва — Челябинск                |
| 17                      | Бишкек — Москва                   | 18                      | Москва — Бишкек                   |
| 31                      | Оренбург — Самара                 | 32                      | Самара — Оренбург                 |
| 49 «Двухэтажный состав» | Самара — Москва                   | 50 «Двухэтажный состав» | Москва — Самара                   |
| 59                      | Новокузнецк — Кисловодск          | 60                      | Кисловодск — Новокузнецк          |
| 83                      | Караганда — Москва                | 84                      | Москва — Караганда                |
| 87                      | Нижневартовск — Самара            | 88                      | Самара — Нижневартовск            |
| 97                      | Тында — Кисловодск                | 98                      | Кисловодск — Тында                |
| 101                     | Нижневартовск — Пенза             | 102                     | Пенза — Нижневартовск             |
| 103                     | Уфа — Саратов                     | 104                     | Саратов — Уфа                     |
| 107 «Самара»            | Самара — Москва — Санкт-Петербург | 108 «Самара»            | Санкт-Петербург — Москва — Самара |
| 109                     | Самара — Пенза                    | 110                     | Пенза — Самара                    |
| 111                     | Орск — Кисловодск                 | 112                     | Кисловодск — Орск                 |
| 117                     | Самара — Адлер                    | 118                     | Адлер — Самара                    |
| 125                     | Самара — Казань                   | 126                     | Казань — Самара                   |
| 127                     | Красноярск — Адлер                | 128                     | Адлер — Красноярск                |
| 129                     | Красноярск — Анапа                | 130                     | Анапа — Красноярск                |
| 131                     | Орск — Москва                     | 132                     | Москва — Орск                     |
| 133                     | Томск — Анапа                     | 134                     | Анапа — Томск                     |
| 137                     | Оренбург — Москва                 | 138                     | Москва — Оренбург                 |
| 141                     | Екатеринбург — Симферополь        | 142                     | Симферополь — Екатеринбург        |
| 147                     | Нижневартовск — Астрахань         | 148                     | Астрахань — Нижневартовск         |
| 149                     | Андижан — Москва                  | 150                     | Москва — Андижан                  |
| 317                     | Караганда — Барановичи            | 318                     | Барановичи — Караганда            |
| 323                     | Самара — Белгород                 | 324                     | Белгород — Самара                 |
| 337                     | Самара — Санкт-Петербург          | 338                     | Санкт-Петербург — Самара          |
| 343                     | Челябинск — Адлер                 | 344                     | Адлер — Челябинск                 |
| 345                     | Нижневартовск — Адлер             | 346                     | Адлер — Нижневартовск             |
| 373                     | Тюмень — Махачкала                | 374                     | Махачкала — Тюмень                |
| 681                     | Ульяновск — Самара                | 682                     | Самара — Ульяновск                |
| 713В «Стриж»            | Санкт-Петербург — Москва — Самара | 713Й «Стриж»            | Самара — Москва — Санкт-Петербург |

Сезонное движение поездов
| № поезда | Маршрут движения                  | № поезда | Маршрут движения                  |
| -------- | --------------------------------- | -------- | --------------------------------- |
| 205      | Иркутск — Анапа                   | 206      | Анапа — Иркутск                   |
| 229      | Северобайкальск — Анапа           | 230      | Анапа — Северобайкальск           |
| 235      | Тында — Анапа                     | 236      | Анапа — Тында                     |
| 249      | Новокузнецк — Имеретинский курорт | 250      | Имеретинский курорт — Новокузнецк |
| 289      | Екатеринбург — Анапа              | 290      | Анапа — Екатеринбург              |
| 425      | Челябинск — Калининград           | 426      | Калининград — Челябинск           |
| 453      | Уфа — Новороссийск                | 454      | Новороссийск — Уфа                |
| 455      | Челябинск — Новороссийск          | 456      | Новороссийск — Челябинск          |
| 461      | Уфа — Адлер                       | 462      | Адлер — Уфа                       |
| 473      | Самара — Анапа                    | 474      | Анапа — Самара                    |
| 477      | Челябинск — Адлер                 | 478      | Адлер — Челябинск                 |
| 481      | Ташкент — Самара                  | 482      | Самара — Ташкент                  |
| 487      | Самара — Сухум                    | 488      | Сухум — Самара                    |
| 537      | Уфа — Адлер                       | 538      | Адлер — Уфа                       |
| 545      | Орск — Имеретинский курорт        | 546      | Имеретинский курорт — Орск        |
| 549      | Тольятти — Адлер                  | 550      | Адлер — Тольятти                  |
| 587      | Самара — Анапа                    | 588      | Анапа — Самара                    |
| 589      | Новый Уренгой — Тюмень — Адлер    | 590      | Адлер — Тюмень — Новый Уренгой    |

## Галерея

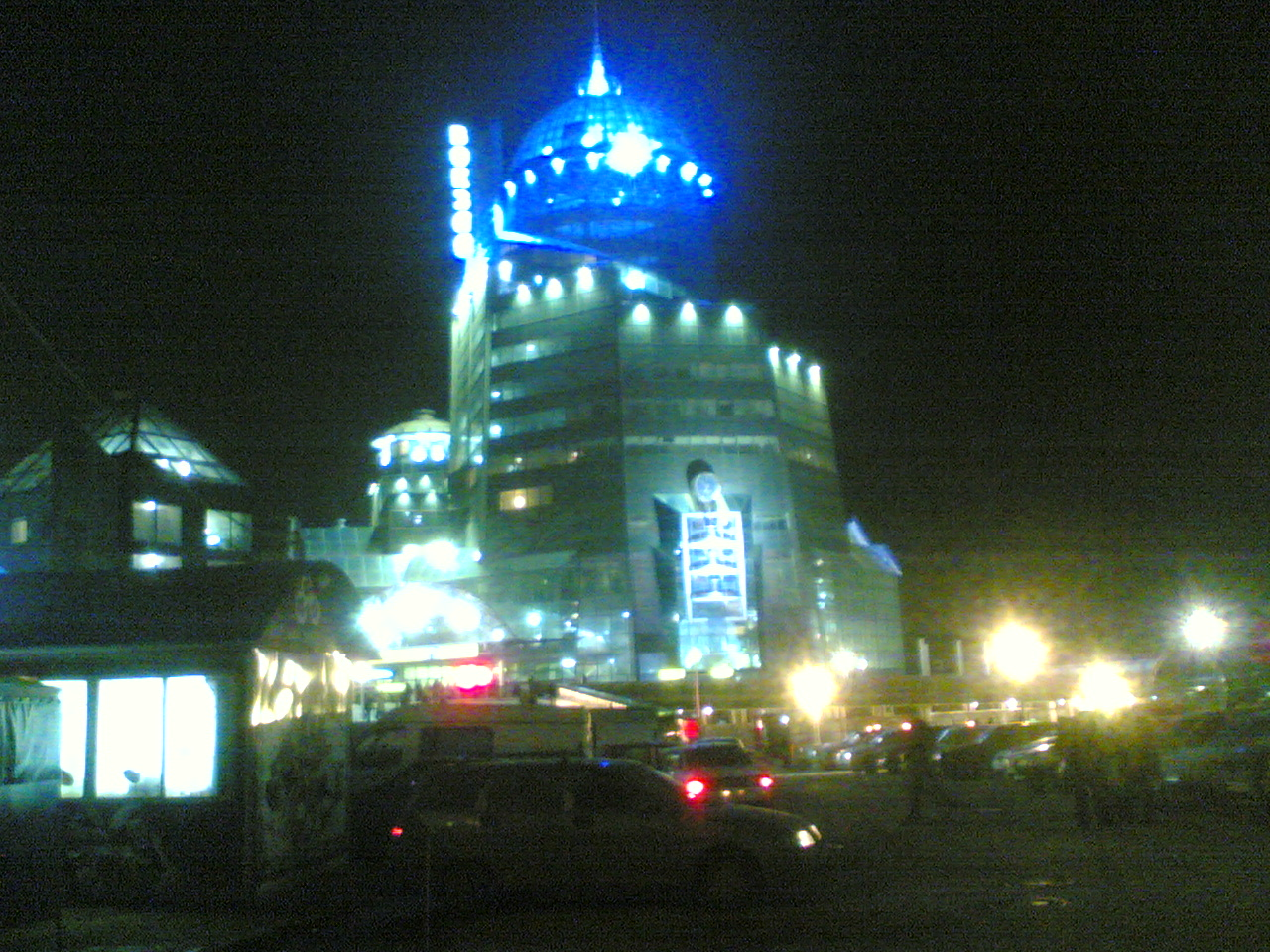
Вокзал ночью
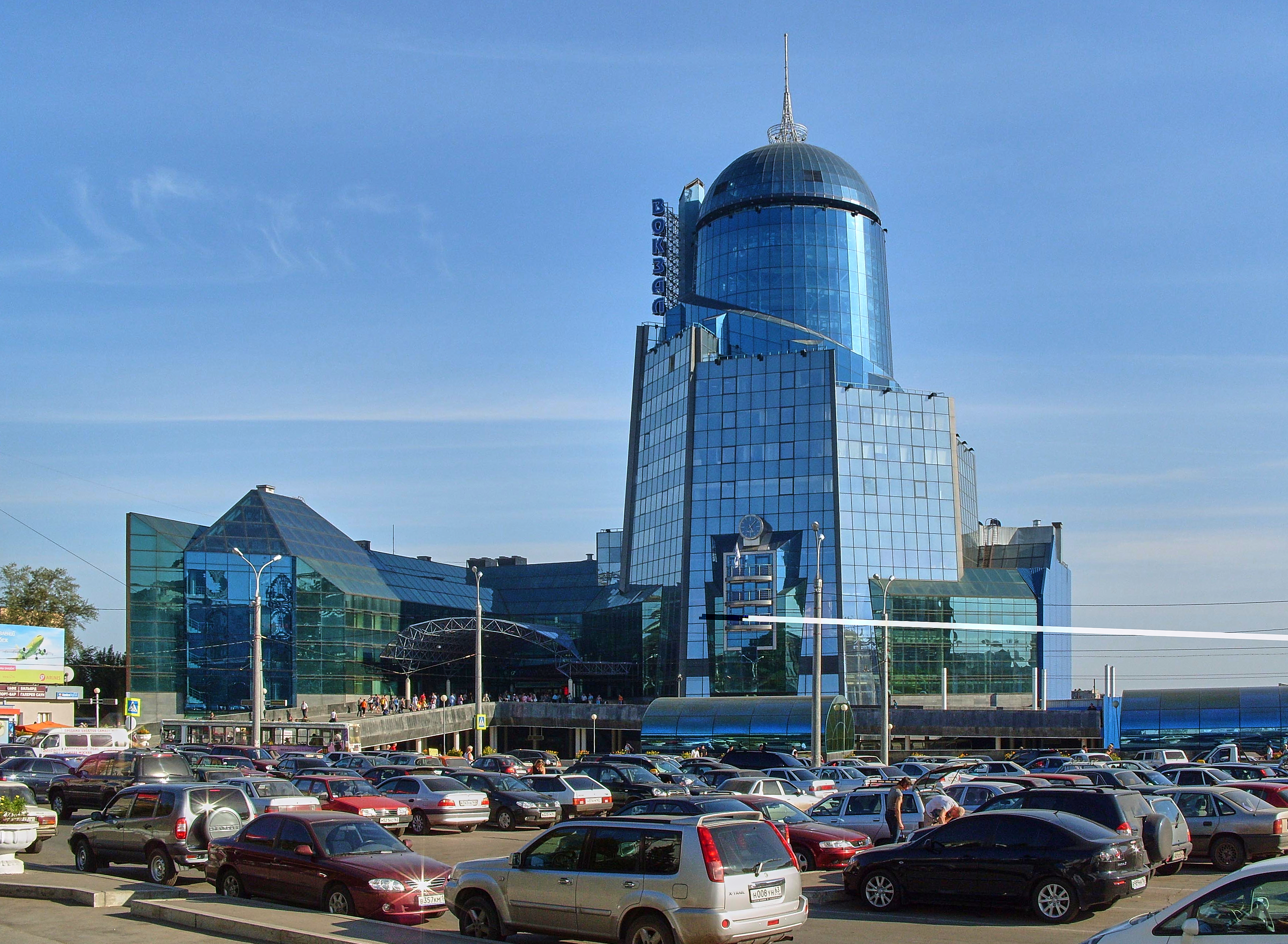
Вокзал в дневное время. Панорама Комсомольской площади
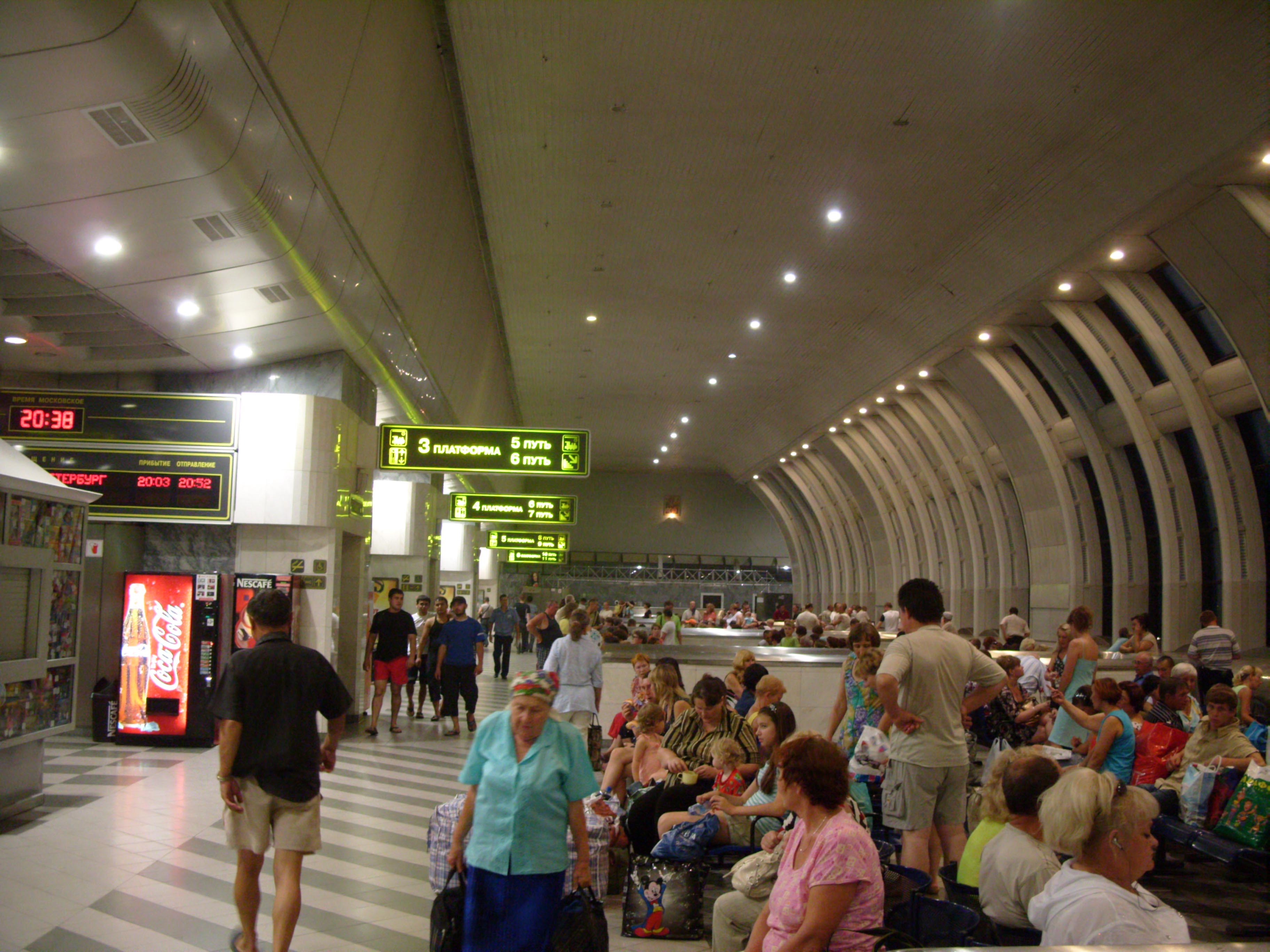
Выход к платформам, 3-й этаж
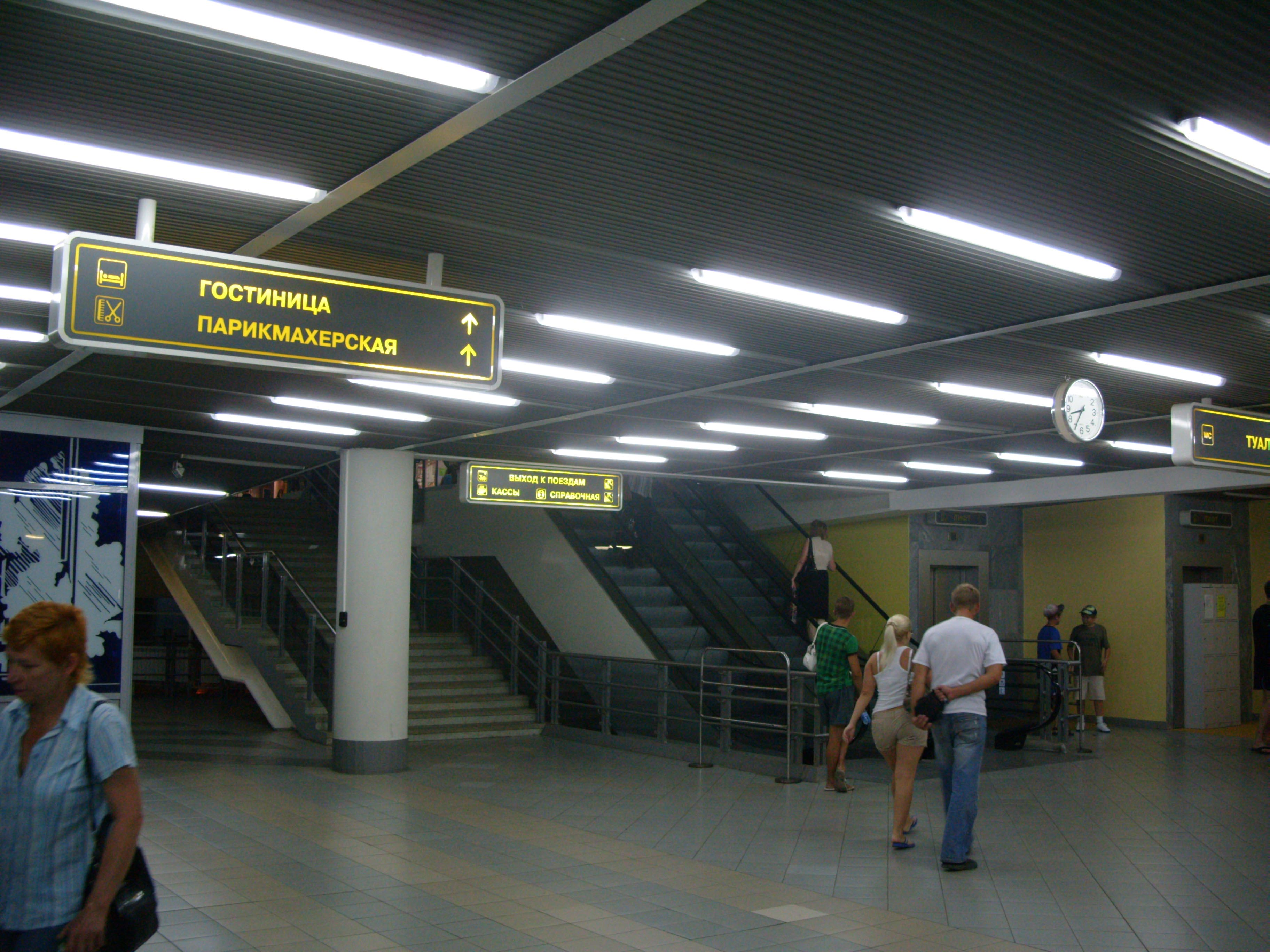
Эскалаторы между 2-м и 3-м этажами
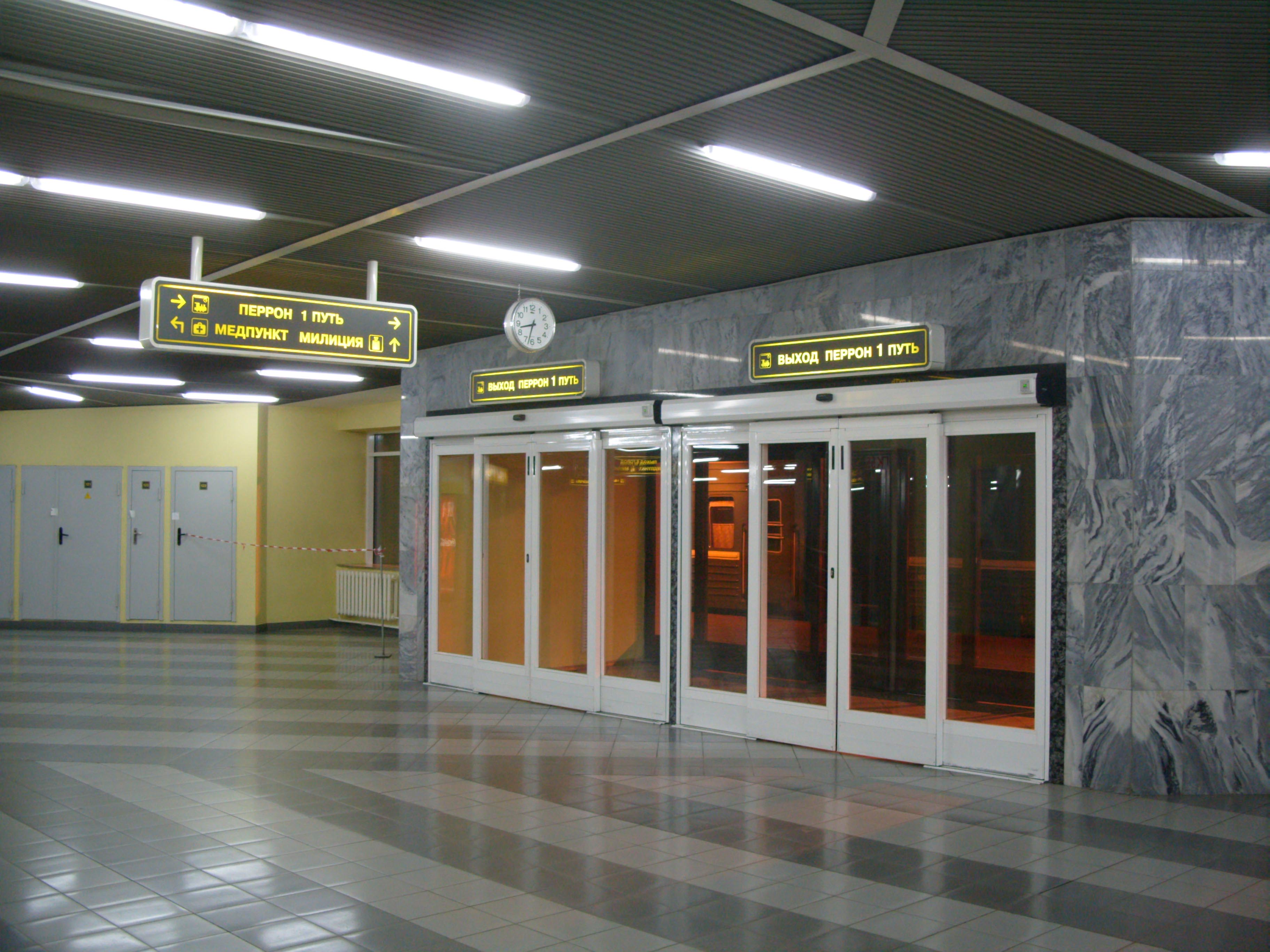
Выход на перрон, 1-й этаж
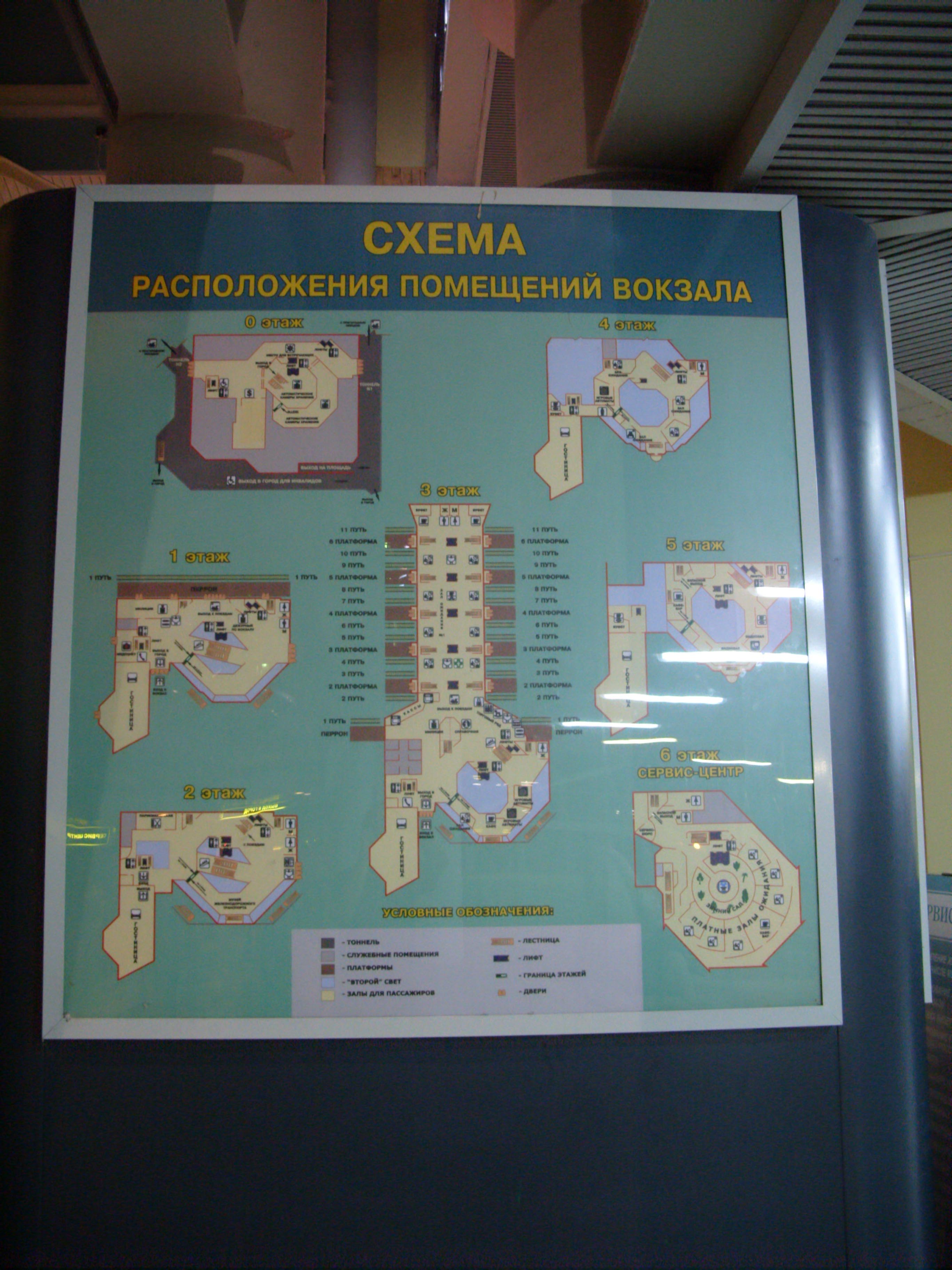
Схема вокзала на 3-м этаже
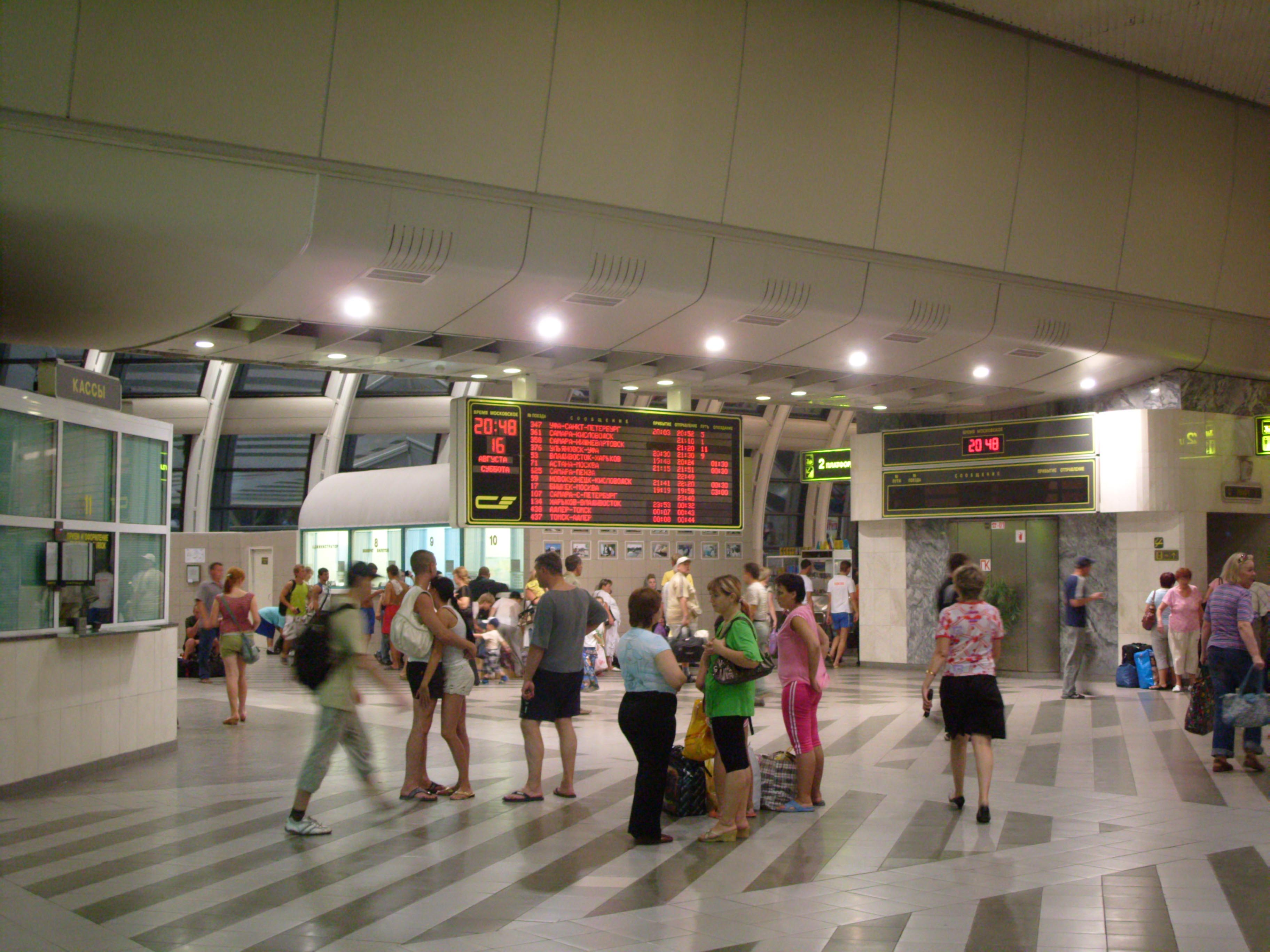
Табло ожидания, 3-й этаж
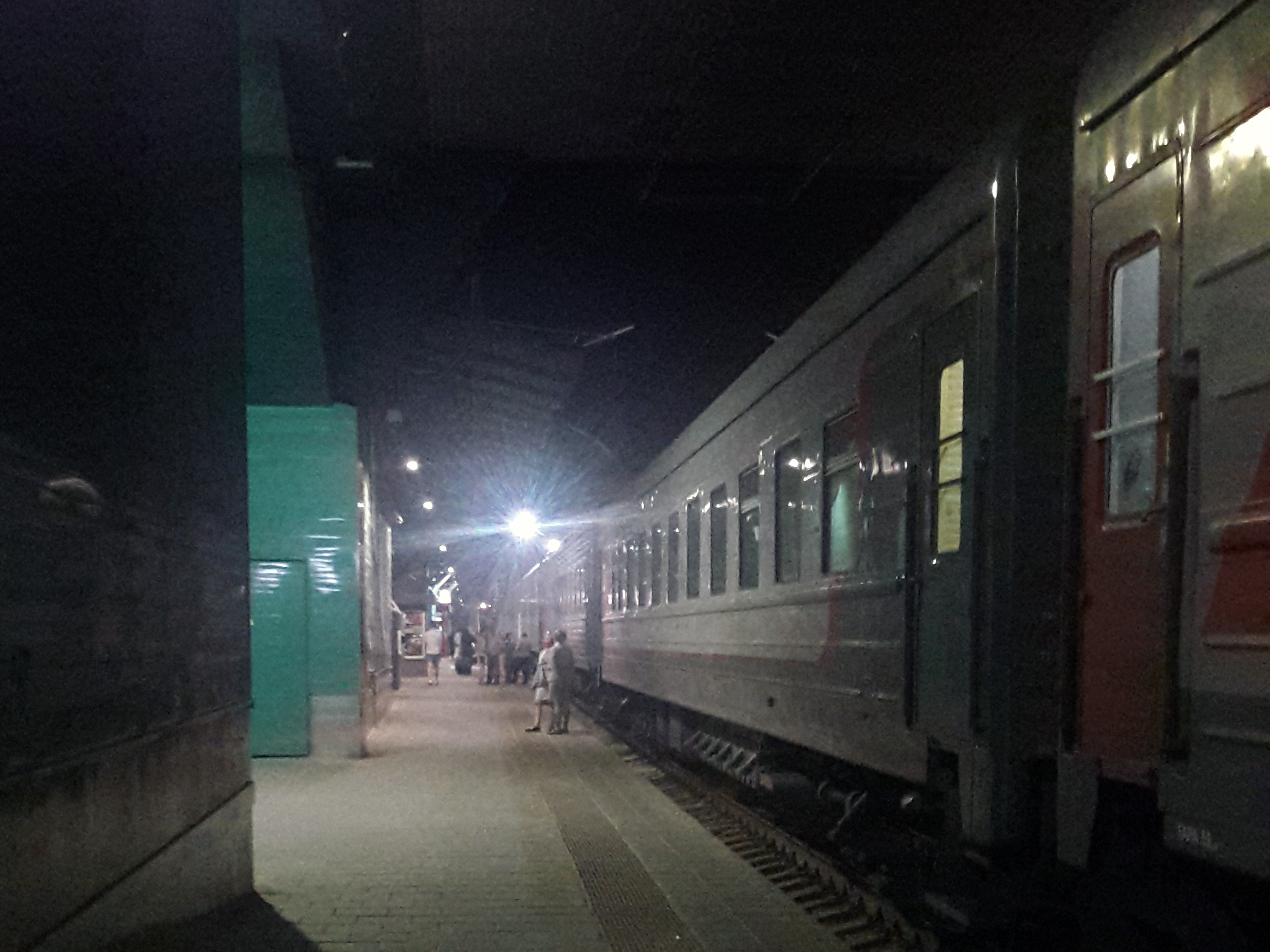
Платформа 3